# Потресов, Александр Николаевич
Алекса́ндр Никола́евич Потре́сов (19 [31] августа 1869, Москва — 11 июля 1934[…], Париж) — видный деятель российского социал-демократического движения, один из основателей РСДРП. Меньшевик.

## Детство и юность
Родился 19 [31] августа 1869 года в дворянской семье, отец — генерал-майор. Окончил частную гимназию Я. Г. Гуревича, естественное отделение физико-математического факультета (1887—1891) и два курса юридического факультета (1891—1893) Санкт-Петербургского университета.

## Социал-демократическая деятельность в Петербурге и вятская ссылка (1890-е гг.)
В начале 1890-х Потресов участвовал в работе социал-демократических кружков П. Б. Струве и Ю. О. Мартова. В 1892 году он установил связь с группой «Освобождение труда».
В 1894 году организовал в России легальное издание книг и статей Г. В. Плеханова.
Как отмечала Р. М. Плеханова, на швейцарских встречах Ленина и Плеханова в 1895 году «сошлись на том, что А. Н. Потресов не должен входить в практическую работу петербуржцев: на него ложилась легальная издательская деятельность и основные сношения с заграницей».
С 1896 года Потресов был членом петербургского «Союза борьбы за освобождение рабочего класса». Он был автором многих листовок «Союза», а в октябре 1896 года фактически стал его руководителем.
В январе 1897 года Потресов был арестован и в 1898 году сослан в Вятскую губернию. Во время ссылки А. Н. Потресов, В. И. Ленин и Ю. О. Мартов организовали «тройственный союз» в защиту ортодоксального марксизма.

## Первая эмиграция (1900—1905)
В марте-апреле 1900 года Потресов участвует в Псковском совещании по созданию газеты «Искра». В апреле 1900 года он уезжает в Германию. Имея широкие контакты среди немецких социал-демократов и российской эмиграции, он вёл активную работу по подготовке к изданию в Германии газеты «Искра», стал членом её редакции. В эти годы Потресов установил близкие отношения с Г. В. Плехановым, П. Б. Аксельродом, В. И. Засулич.
Зимой 1901—1902 годов Потресов тяжело заболел и надолго отошёл от активной деятельности. Для лечения он уехал в Шварцвальд.
На II съезде РСДРП, проходившем в июле-августе 1903 года, оформились идейные разногласия Потресова с Лениным, обозначившие конец их сотрудничеству. В сентябре того же года Потресов вошёл в Бюро «меньшинства», став таким образом одним из организаторов и лидеров партии меньшевиков. В ноябре 1903 года он был кооптирован Плехановым в обновлённую редакцию «Искры», которую покинул Ленин. В следующие месяцы Потресов проделал большую работу по информированию европейской социал-демократии об идейных истоках раскола РСДРП. Во многом благодаря его деятельности, сторону меньшевиков приняли такие видные социалисты как К. Каутский и Р. Люксембург.
Начало первой русской революции серьёзно изменило жизнь русской революционной эмиграции. В редакции «Искры» наметился глубокий раскол по целому ряду вопросов, включая отношение к большевикам, объединение с которыми (принципиально неприемлемое для Потресова) стояло в то время в повестке дня. Результатом этого раскола стал выход Потресова и Засулич из редакции «Искры» летом 1905 года.

## Социал-демократическая деятельность в России (1905—1916)
В октябре 1905 года А. Н. Потресов по амнистии возвратился в Россию. В революционные годы он сосредоточил своё внимание на литературной и публицистической деятельности. Редактировал меньшевистские газеты «Начало» и «Невский голос», был одним из авторов-составителей сборника «Отклики современности».
В 1906—1907 годах Потресов был делегатом партийных съездов РСДРП. Он поддерживал идею П. Б. Аксельрода о необходимости «рабочего съезда» и ликвидации нелегальной партийной организации. Полагал ошибочной идею «гегемонии пролетариата». В отличие от многих лидеров меньшевиков, Потресов не эмигрировал в 1907 году из России, поскольку считал, что руководить российским движением из-за границы не только затруднительно, но и попросту вредно. Взамен заграничного печатного органа, который, по мнению Потресова, только ослаблял бы литературные силы меньшевиков, вынуждая их к дроблению и оттягивая на себя финансовые средства, он считал необходимым сосредоточиться на издании легальной партийной газеты в России. Созданию такого органа были посвящены его усилия в послереволюционные годы.
Наиболее крупным литературным проектом, осуществленным Потресовым в эти годы, стало издание четырёхтомного труда «Общественное движение в России в начале XX века» (СПб., 1909—1914). Сводный труд, вышедший под редакцией Ю. О. Мартова, П. П. Маслова и А. Н. Потресова, стал результатом работы многих авторов. Принадлежавшая перу Потресова статья «Эволюция общественно-политической мысли в предреволюционную эпоху», опубликованная в первом томе, была посвящена не столько историческому анализу, сколько обоснованию новых организационно-тактических взглядов самого Потресова на социал-демократическое движение. Побочным эффектом её публикации стал полный разрыв с Г. В. Плехановым, прекратившим всякие отношения с меньшевистским движением. В 1909—1910 годах состоял в качестве «сведущего лица» (то есть советника) при социал-демократической фракции в Государственной думе III созыва, занимаясь общими политическими вопросами.
В январе 1910 года Потресов начал выпускать ежемесячный журнал «Наша заря» — орган так называемых меньшевиков-ликвидаторов («заристов»), легально издававшийся в России и сыгравший заметную роль в объединении меньшевиков. В этот период Потресов выступал как один из ведущих теоретиков меньшевистского движения, по целому ряду вопросов вступавший в полемику с признанным лидером партии Ю. Мартовым.
С началом Первой мировой войны Потресов стал лидером патриотического направления российской социал-демократии (меньшевиков-оборонцев). Полагая главным виновником войны Германию, он считал, что её поражение принесёт гораздо больше пользы для социал-демократического движения, чем поражение стран Антанты. Социалисты, по мнению Потресова, должны были сосредоточить свои усилия на подготовке условий для скорейшего заключения мира.
После закрытия журнала «Наша заря» Потресов издавал журнал «Наше дело». В 1915 году и этот журнал был закрыт властями, а сам Потресов выслан из Санкт-Петербурга. Он перебрался в Москву и возродил журнал под названием «Дело». Под этим названием меньшевистский печатный орган выходил в 1916—1917 годах.
В годы войны Потресов участвовал в работе Центрального и Московского военно-промышленных комитетов.

## Революционный год и жизнь в Советской России (1917—1925)
В мае 1917 года Потресов вернулся в Петроград. Оставаясь лидером меньшевиков-оборонцев, он редактировал газету «День» и защищал коалиционное Временное правительство, отстаивая идею объединения пролетариата и буржуазии во имя национального сплочения и торжества государственности.
В сентябре 1917 года, когда началась подготовка к выборам в Учредительное собрание, группа меньшевиков-оборонцев во главе с Потресовым выступила с ультиматумом о выходе из состава петроградской организации меньшевиков в случае отказа Центрального комитета РСДРП (объединённой) включить в предвыборные списки от партии их представителей. Тогда же меньшевики-оборонцы создали самостоятельный Избирательный комитет и Бюро меньшевиков-оборонцев. Ультиматум был принят и на выборах в Учредительное собрание РСДРП(о) была представлена тремя фракционными списками: центристы (И. Г. Церетели и Ф. И. Дан), меньшевики-интернационалисты (Ю. О. Мартов) и меньшевики-оборонцы (А. Н. Потресов).
Октябрьскую революцию А. Н. Потресов категорически не принял. Он оценил её как «убийство демократии», а сложившуюся после неё политическую ситуацию — как «социализм дураков».
На Чрезвычайном съезде РСДРП(о), проходившем в ноябре-декабре 1917 года, господствовали настроения, с которыми Потресов был категорически не согласен. Он вместе со своими сторонниками отказался от участия в выборах ЦК РСДРП(о), войдя в состав Временного бюро социал-демократов — альтернативного партийного центра меньшевиков.
В сентябре 1918 года А. Н. Потресов формально покидает ряды РСДРП, переходит на нелегальное положение и вступает в «Союз возрождения России» — межпартийную антибольшевистскую организацию, объединившую в своих рядах бывших кадетов, народных социалистов и правых эсеров. Впоследствии своё участие в Союзе Потресов оценивал как ошибку.
В сентябре 1919 года Потресов арестован Петроградской чрезвычайной комиссией по обвинению в участии в «Союзе возрождения России» и «Тактическом центре». Чуть ранее в качестве заложников ЧК арестовала его жену и дочь. Освобождён он был в ноябре благодаря вмешательству Н. И. Бухарина, Л. Б. Красина и А. В. Луначарского под поручительство Ю. О. Мартова и Ф. И. Дана.
Месяц в тюрьме резко ухудшил физическое состояние Потресова. Начиная с 1919 года, его преследует череда болезней, которые постепенно ухудшали его здоровье. Одна из них — туберкулёз позвоночника — прогрессируя, впоследствии превратила Потресова в инвалида.
В. И. Ленин относил Потресова к тем «господам», которых следует безжалостно выслать за границу, но эта мера к Александру Николаевичу применена не была. Он, несмотря на постоянный контроль со стороны властей, сохранил возможность заниматься преподавательской и научной работой.

## Вторая эмиграция (1925—1934)
В начале 1925 года Политбюро ЦК РКП(б) разрешило Потресову выехать за границу для лечения в обмен на предоставление Институту Ленина имевшихся у Потресова ленинских документов. За границу Потресов выехал на три года в сопровождении жены. Он поселился в Берлине. За предоставленные им ленинские письма Потресов получил возможность публикации части своего архива в Госиздате Советской России. Так родился сборник «Социал-демократическое движение в России: Материалы».
Все годы эмиграции, живя сначала в Берлине, а затем в Париже, А. Н. Потресов был прикован к постели развивающейся болезнью. Несмотря на неё, он продолжал работать. Осенью 1927 года в Париже вышла его книга «В плену у иллюзий», в которой Потресов давал критический анализ всей послеоктябрьской политики руководства РСДРП. Оценивая Октябрьскую революцию, он называл её реакционным переворотом, а власть большевиков полагал «деспотией олигархической клики» — нового эксплуататорского класса. Потресов призывал все демократические силы к объединению против большевистского правления, предсказывал возможность разочарования рабочего класса в идеях социализма.
В эмигрантские годы Потресов сотрудничал в журнале «День», издававшемся А. Ф. Керенским. Кроме того, он основал собственное литературное предприятие — «Библиотеку демократического социализма», которая не связывала авторов каким бы то ни было единством тактических и организационных взглядов и не преследовала иных целей кроме просветительских.
С 1931 года Потресов издавал собственный журнал «Записки социал-демократа», которого было издано 23 номера. Особый акцент в этот период делается на вопросах морального престижа социалистического движения и вообще размышлениях о нравственной составляющей политики. Будущее России рисовалось Потресову в мрачных тонах. Крах большевистского режима он считал неизбежным.
Потресов умер 11 июля 1934 года в Париже после тяжёлой операции. Его тело было кремировано и прах захоронен на кладбище Пер-Лашез.

## Адреса в Санкт-Петербурге
1894—1895 гг. — Лиговская улица, 3, кв. 6.

## Семья
А. Н. Потресов был женат на Екатерине Николаевне Тулиновой (1872—1942), участнице социал-демократического движения с 1890-х годов, арестованной в 1897 году по делу петербургского «Союза борьбы», и в 1898 году на 3 года сосланной в Вятскую губернию, где и произошло их с Потресовым знакомство. По окончании ссылки Е. Н. Тулинова недолго работала статистиком в Смоленской губернии, а с 1901 года жила в Германии. Брак А. Н. Потресова и Е. Н. Тулиновой был заключён в 1902 году.
Дочь — Вера Александровна (1903, Женева — 1950), осталась в 1925 году в России, неоднократно подвергалась репрессиям, последний раз — в 1949 году, когда была осуждена на 10 лет исправительно-трудовых лагерей.

## В массовой культуре
- В художественном фильме «В начале века» роль Потресова сыграл Гурген Тонунц
- В художественном многосерийном телевизионном фильме «Раскол» роль Потресова сыграл Андрей Харитонов.

## Сочинения

### Воспоминания
- Потресов А. Н. Из неоконченных воспоминаний. // А. Н. Потресов. Избранное. М., 2005.

### Основные публикации
- Потресов А. Н. Этюды о русской интеллигенции. СПб., 1906.
- Интернационализм и космополитизм : [Две линии демократической политики] — Петроград ; Москва : Книга, 1916 (Петроград). — 90 с.
- Потресов А. Н. Петербург и Москва. Пг., 1918.
- Потресов А. Н. В плену у иллюзий. Мой спор с официальным меньшевизмом. Париж, 1927.
- Посмертный сборник произведений А. Н. Потресова. Париж, 1937.
- Потресов А. Н. Избранное. / Сост. Д. Б. Павлов. М., 2005.
- Потресов А. Н. Рубикон. 1917—1918. М.: РОССПЭН, 2016 г. — 575 с. (Сборник содержит важнейшие публицистические статьи А. Н. Потресова из периодики 1917—1918 гг.)

### Сборники материалов
- Из архива А. Н. Потресова. Вып. 1: Переписка 1892—1905 гг. / Отв. ред. П. Ю. Савельев. — М.: Памятники исторической мысли, 2007. — 644, [24] с. — (Русский революционный архив). — 800 экз. — ISBN 5-88451-218-4. (в пер.)
- Из архива А. Н. Потресова. Вып. 2: Письма А. М. Калмыковой. 1894—1905 гг. / Отв. ред. Н.В. Макаров. — М.: Памятники исторической мысли, 2007. — 416, [16] с. — (Русский революционный архив). — 800 экз. — ISBN 5-88451-217-7. (в пер.)
- Ю. О. Мартов и А. Н. Потресов. Письма 1898—1913. М., 2007.
- Социал-демократическое движение в России. Материалы. Т.1. / Под ред. А. Н. Потресова и Б. И. Николаевского. М-Л., 1928.

### Публикации 1930-х годов
- Гарви П. А. А. Н. Потресов — человек и политик. // Социалистический вестник. 1934. № 14 (25 июня). С. 3-6.
- Дан Ф. И. Памяти А. Н. Потресова. // Социалистический вестник. 1934. № 14 (25 июня). С. 1-3.
- Иванович С. А. Н. Потресов: Опыт культурно-психологического портрета. Париж, 1938.
- Кускова Е. О старой вере (А. Н. Потресов). // Современный Запад. Париж, 1937. № 65. С. 393—400.
- Николаевский Б. И. А. Н. Потресов: Опыт литературно-политической биографии. // Посмертный сборник произведений А. Н. Потресова. Париж, 1937. С. 9-57.

### Современная литература
- Ильящук Г. И. Потресов. // Политические деятели России, 1917: Биографический словарь. М., 1993.
- Розенталь И. С. А. Н. Потресов. // Политическая история России в партиях и лицах. М., 1993.
- Розенталь И. С. Потресов. // Политические партии России. Конец XIX — первая треть XX века. Энциклопедия. М., 1996.
- Розенталь И. С. А. Н. Потресов. // Общественная мысль России XVIII — начала XX века. Энциклопедия. М., 2005.
- Савельев П. Ю. Послесловие. // Из архива А. Н. Потресова. Вып. 1: Переписка 1892—1905 годов. М., 2007. С. 555—616.